# Fondation pour l'innovation politique
La Fondation pour l'innovation politique (aussi appelée Fondapol) est un laboratoire d'idées français créé en 2004,.
Proche de l'UMP à sa création, elle s'inscrit dans une perspective « très libérale » selon Challenges, « ancrée à droite » d'après Les Échos, « nettement à droite » selon Libération.
Elle est dirigée depuis 2008 par Dominique Reynié.

## Historique
La Fondation est créée en 2004 à l’initiative de Jérôme Monod, conseiller de Jacques Chirac, avec le soutien de l'UMP. Entre 2004 et 2008, la Fondation est dirigée par Franck Debié. 
La Fondation est dirigée depuis octobre 2008 par Dominique Reynié, professeur des universités à Sciences Po et ex-candidat UMP, qui affirme le positionnement « libéral, progressiste et européen » de la Fondapol. En 2009, Nicolas Bazire, directeur général du groupe Arnault, devient président du Conseil de surveillance de la Fondation.

## Travaux
La Fondapol organise ses travaux de recherche autour de quatre grandes thématiques : la croissance économique, l’écologie, les valeurs et le numérique.

### Économie
En 2011, la Fondation propose « 12 idées pour 2012 ». En perspective de l’élection présidentielle, les recommandations formulées dans ce documents ont pour vocation, selon le directeur général de la Fondation, de « redéfinir un projet de société ».
Se reconnaissant « radicale », Fondapol préconise une relance des privatisations, une réduction des dépenses de santé et la poursuite de la règle du non-remplacement d'un fonctionnaire sur deux. Selon elle, « l’État n'a pas pour finalité de réduire les inégalités » et devrait « renoncer à certains domaines de compétence » au profit du secteur privé.
En 2015, Idriss Aberkane publie pour la Fondation une note sur l'économie de la connaissance.

### Société
La Fondation a publié plusieurs notes et enquêtes sur les classes moyennes et la jeunesse. 
En juin 2018, la Fondation publie les résultats d’une enquête conduite par Ipsos sur les addictions chez les jeunes. Au regard des résultats obtenus, le Fondation présente comme « inquiétants » les niveaux de consommation de tabac, alcool, cannabis, cocaïne, films pornographiques, jeux vidéo et d’utilisation des écrans par les 14-24 ans. Parmi les exemples avancés, 8 % des jeunes consommeraient des contenus pornographiques tous les jours, et plus d’un jeune sur dix jouerait au moins une fois par semaine à des jeux d’argent,. 

### Nouvelles technologies et numérique
En 2016, la Fondation publie une étude sur les chaînes de blocs sous le titre « la blockchain ou la confiance distribuée ». Sur le sujet de l’intelligence artificielle, Serge Soudoplatoff publie en 2018 pour la fondation une note mettant en avant ce qu’il désigne comme « les trois grandes ruptures de 2011 », qui ont permis le développement de l’intelligence artificielle : l’introduction d’une catégorie d’algorithmes plus sophistiqués que sont les réseaux de neurones convolutifs, l’arrivée sur le marché de processeurs graphiques à bas coût capables d’effectuer une grande quantité de calculs, la disponibilité de grandes bases de données correctement annotées, permettant un apprentissage plus fin.
Dans une étude sur la robotisation du secteur industriel publiée en 2012, rédigée par Robin Rivaton, la Fondation indique que la France fait partie des pays européens les plus hostiles à la robotisation.
En 2017, Nicolas Bouzou et Christophe Marques publient une note pour la Fondation, sur le thème « Hôpital : libérer l’innovation », envisageant le futur de la santé publique à l’heure des NBIC (nanotechnologies biotechnologies, les mégadonnées et les sciences cognitives).

### Politique
Parmi les sujets d’études de la Fondation, dans le domaine politique on trouve notamment des études traitant de la recomposition du paysage politique français, de l’abstention, des mouvements antinucléaire et anti-OGM, du mouvement zadiste, des mouvements d’extrême droite, ou encore du populisme,,,.
En décembre 2016, dans la perspective de l’élection présidentielle, la Fondapol participe au lancement du site participatif « Place de la santé », en partenariat avec la Fédération nationale de la mutualité française et deux autres laboratoires d'idées (la fondation Jean Jaurès et Terra Nova). L’objectif est de décrypter les programmes des candidats à l’élection et de nourrir le débat sur les grands enjeux de la politique de santé.
En 2016 également, l’universitaire Julien Darmon propose au titre de la Fondation 10 recommandations pour améliorer l’efficacité des politiques publiques dans la lutte contre la pauvreté. Parmi ces recommandations figurent la simplification des prestations sociales, la numérisation, ou encore la révision des indicateurs de mesure de la pauvreté. 
En 2017, la Fondapol publie les résultats d’une enquête internationale (26 pays) sur l’évolution du sentiment et des valeurs démocratique en Europe, sous le titre « Où va la démocratie ? ». Les conclusions de l’enquête soulignent que les grands principes de la démocratie libérale sont plébiscités dans tous les pays, mais que dans la même mesure s’exprime une défiance croissante à l’égard des institutions de la démocratie.
Toujours en 2017, la Fondation explore la crise de l’emploi en France et la façon dont elle est gérée par les autorités publiques. Pierre Pezzardi et Henri Verdier publient une note intitulée Des Startups d’État à l’État Plateforme. Pezzardi et Verdier s’interrogent sur le rôle actuel de l’État dans la lutte contre le chômage et la recherche d’emploi, et sur le fonctionnement de l’offre et de la demande dans ce secteur, notamment à travers l’organisme public Pôle Emploi. En effet, d’après eux, seules 7 % des offres d’emploi transitent par Pôle Emploi. Quelques mois plus tard, dans la suite de cette réflexion, Faÿçal Hafied présente une série de propositions pour réformer le marché de l’emploi. Il y développe deux axes, un portant sur la flexibilisation du marché du travail, notamment l’assouplissement des conditions de licenciement, et l’autre sur l’amélioration de la formation et de l’orientation professionnelles.
Entre 2017 et 2018, en partenariat avec la Mutualité française, la Fondapol s’exprime régulièrement sur des sujets liés au système de santé en France. Parmi les débats proposés, on peut citer la possibilité de conditionner le remboursement médical au comportement des individus, la qualité actuelle des équipements médicaux low cost, ou le remboursement intégral des soins dans une optique de « gouvernance responsable ».

### Religion
Entre 2014 et 2015, la Fondation mène, conjointement avec la Fondation pour la mémoire de la Shoah, une enquête internationale dans 31 pays sur la mémoire du XXe siècle, en particulier sur la Shoah, le communisme et les grands conflits mondiaux, et la perception des nouvelles générations à ce sujet. Dans ce le cadre de cette enquête, plus de 30 000 jeunes de 16 à 29 ans sont interrogés, dans 24 langues différentes.
De 2015 à 2017, la Fondapol est partenaire du séminaire « États Religions Laïcités, les nouveaux fondamentalistes » du Collège des Bernardins.
En 2014 puis et 2017, elle publie en partenariat avec l’American Jewish Community une enquête sur la perception des juifs par les musulmans en France et sur l’antisémitisme.
En 2015, la Fondapol lance une série de 11 études intitulées « Valeurs d’Islam ». Ces études sont toutes rédigées par des contributeurs musulmans, et traduites en arabe. Parmi les thèmes abordés on trouve notamment « Le pluralisme religieux en islam, ou la conscience de l’altérité », ou encore « Les femmes et l’islam : une vision réformiste ».
En 2018, le juriste Thierry Rambaud publie pour la Fondapol une étude intitulée « Gouverner le religieux dans un État laïc », sur les relations entre l’État et les responsables religieux, dans laquelle il recommande aux pouvoirs publics d’identifier en premier lieu des « valeurs essentielles » que tous les citoyens et tous les cultes devraient respecter.

### Immigration
L'immigration, considérée par Dominique Reynié comme « l'enjeu majeur de notre époque », occupe une place centrale dans le travail de la Fondapol. Elle appelle à s'inspirer du « modèle danois », lequel conjugue « réduction drastique des flux migratoires, programme d'intégration exigeant, accès à la nationalité rendu difficile ». Elle estime ainsi que la France se montre d'une « générosité » qui « ne se justifie pas du point de vue de l’État, ni du point de vue de nos obligations en matière d'asile, ni du point de vue de nos besoins de main-d’œuvre ».

## Financement
Financée par l’UMP lors de sa création en 2004, elle ne reçoit plus de subventions d’aucun parti politique depuis 2005. Une dizaine d'entreprises du CAC 40 contribue dès 2004 à son financement.
La Fondation pour l’innovation politique est reconnue d’utilité publique, elle bénéficie à ce titre d’une subvention du Premier ministre. 
En 2012, la Fondation a perçu 1 113 200 € de subventions publiques. En 2013 ce chiffre s’élève à 1 300 000 euros, ce qui représente 73 % de ses revenus. En 2023, les subventions publiques représentent 80 % de ses revenus.

## Liens politiques
La Fondapol est un think tank proche du parti de droite UMP,,. Lors de sa fondation en 2004, elle a pour secrétaire général Franck Debié, précédemment directeur des études de l’UMP. Son directoire comprend l'ex-secrétaire d’État et député Jean de Boishue.
Elle s'associe en 2014 au laboratoire d'idées Terra Nova dans une campagne réclamant « plus d'Europe ».
Elle soutient en 2016 la « loi travail » du gouvernement de François Hollande.
La Fondapol évolue plus à droite dans les années 2020 sur les questions sociétales, particulièrement en ce qui concerne l'immigration, l'identité et la sécurité, et dénonce « l'idéologie woke ». Plusieurs de ses contributeurs, à l’image de Xavier Driencourt ou l’ancien préfet Michel Aubouin, sont proches du RN. 

## Communication
Pour gérer son image, Fondapol fait appel à l'agence de Anne Méaux. Le directeur de Fondapol Dominique Reynié est régulièrement chroniqueur dans l'émission politique de France 5 C dans l'air.

## Instances de direction
Depuis octobre 2008, la Fondation pour l'innovation politique est dirigée par Dominique Reynié (Directeur général), politologue, professeur à Sciences Po. Son Conseil de surveillance est présidé depuis 2009 par Nicolas Bazire.

### Anciens directeurs et membres du directoire
- Franck Debié, directeur général du lancement de la fondation (2004) à octobre 2008.
- Jean de Boishue, membre du directoire de 2004 à octobre 2008
- Philippe Brongniart, membre du directoire de 2004 à octobre 2008
- Anne Goirand, membre du directoire de 2005 à octobre 2008
- Jean-Didier Vincent, membre du directoire de 2005 à octobre 2008

### Anciens présidents
Anciens présidents du conseil de surveillance:
- Jérôme Monod (14 avril 2004 - 13 octobre 2004)
- Francis Mer (13 octobre 2004 - 15 juin 2005), qui reste membre du Conseil de surveillance ;
- Monique Sassier et Jean-Didier Vincent (15 juin 2005 - 12 octobre 2005) ;
- Jean-Claude Paye (12 octobre 2005 - 23 janvier 2009)